# Ртањска гибаница
Ртањска гибаница је врста пите или гибанице карактеристичне за околину Соко Бање и подножје планине Ртањ. У новије време се овај специјалитет служи у ресторанима, мотелима и хотелима скобањског и ртањског краја. Најчешће се служи односно једе са киселим млеком а можеи са јогуртом

## Састојци
Састојци су мање више слични са различитим варијацијама у зависности од рецепта или имајућих састојака на располагању:
- 600-800 грама кора за гибаницу (развијаних оклагијом или готових)
- 6 јаја
- 600 грама преврелог (старог) овчјег или у недостатку овчјег онда крављег сира
- 3 дл киселе, минералне, газиране воде
- 2 дл јестивог уља (сунцокретовог)
- 60 гр или једна кашика отопљене свињске масти

## Припрема
Направити се фил од: јаја, сира, уља и киселе воде.
Плех, тепсију или посуду од керамике подмазати уљем па ређати на дно три-четири коре. Затим потапати сваку кору у фил и ређати. На крају се прекријеједном кором. На крају све то прелити растопљеном врелом маст. Преко тога ставити фолију и пећи око 30 минута у рерни или домаћем шпорету на температури око 220 °C.
У ресторанима се служе појединачне порције у глиненој, керамичкој чинији. Појединачна а порција се прави од 2-3 коре тако што се науљи посуда затим стави на дно једна кора а преко ње се "згужвају" две натопљене коре у филу. Доњом кором се обухвате натопљене коре и сав садржај у посди. Затим се пече појединачна порција или више порција у једној пећници, рерни.